# لی کونگ وین
لی کونگ وین (زادهٔ ۱۰ دسامبر ۱۹۸۵) یک بازیکن فوتبال اهل ویتنام است. وی همچنین در تیم ملی فوتبال ویتنام بازی کرده است.